# Girls' Generation (album 2007)
Girls' Generation (소녀시대?, Sonyeo SidaeLR) è l'album di debutto del gruppo musicale sudcoreano Girls' Generation, pubblicato dalla SM Entertainment il 1º novembre 2007. La promozione dell'album è terminata il 13 aprile 2008.

## Tracce
1. Girls' Generation (소녀시대) – 3:50
2. Ooh La-La! – 3:54
3. Baby Baby – 3:11
4. Complete – 3:56
5. Kissing You – 3:19
6. Merry-Go-Round – 3:14
7. Tears (그대를 부르면 When I Call You) – 3:53
8. Tinkerbell – 2:56
9. Taeyeon – 7989 (feat. Kangta) – 3:30
10. Honey (소원 Wish) – 3:15
11. Into the New World (다시 만난 세계) – 4:25

## Baby Baby
L'album è stato ripubblicato il 17 marzo 2008 con il nuovo titolo Baby Baby.
1. Girls' Generation (소녀시대) – 3:50
2. Ooh La-La! – 3:54
3. Baby Baby – 3:11
4. Complete – 3:56
5. Kissing You – 3:19
6. Merry-Go-Round – 3:14
7. Tears (그대를 부르면 When I Call You) – 3:53
8. Tinkerbell – 2:56
9. Taeyeon – 7989 (feat. Kangta) – 3:30
10. Honey (소원 Wish) – 3:15
11. Into the New World (다시 만난 세계) – 4:25
12. Kissing You (Skool Rock Remix) – 4:25
13. Let's Go Girls Generation!! - Long Version (Let's Go 소녀시대!! - 길게 듣기) – 9:48
14. Let's Go Girls Generation!! - Short Version (Let's Go 소녀시대!! - 짧게 듣기) – 6:18